# بهرام‌شاه، امیر بعلبک
بهرام‌شاه، امیر بعلبک (انگلیسی: Bahramshah)، امیر بعلبک از سال ۱۱۸۲ تا ۱۲۳۰ میلادی بود که پس از پدرش فرخ‌شاه به این منصب رسید.